# TCDD HT80000 sorozat

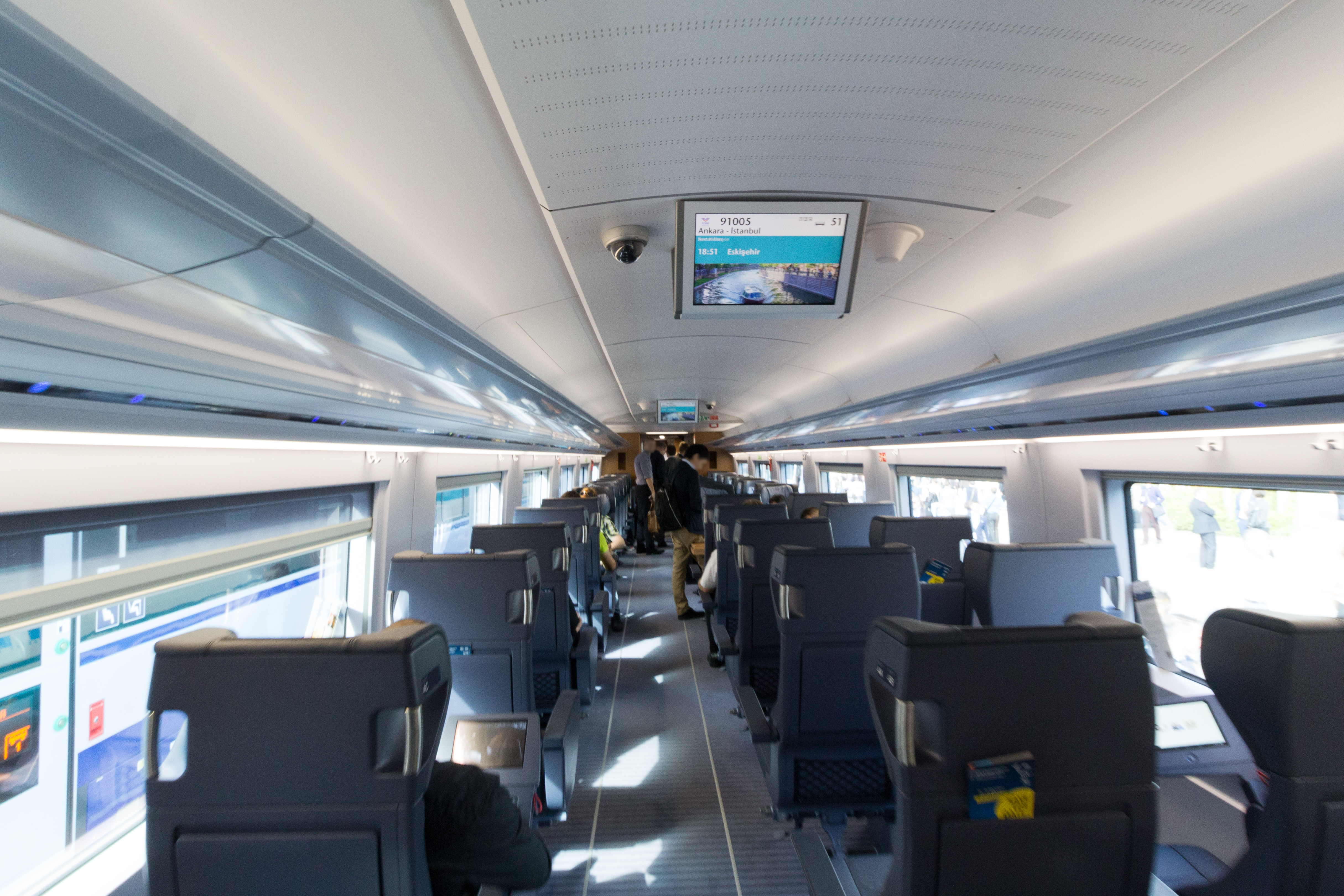
Az első osztályú utastér

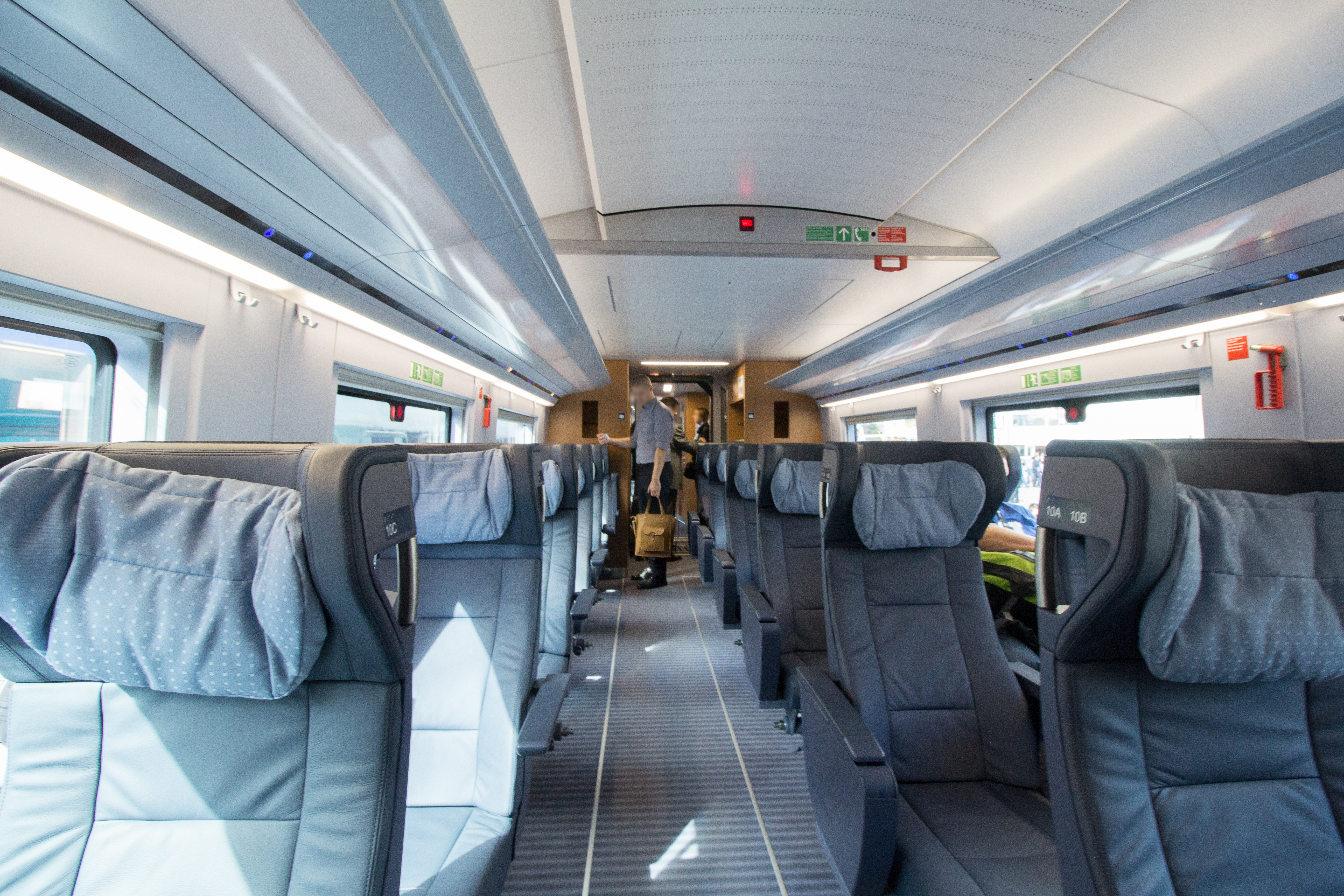
A másodosztályú utastér

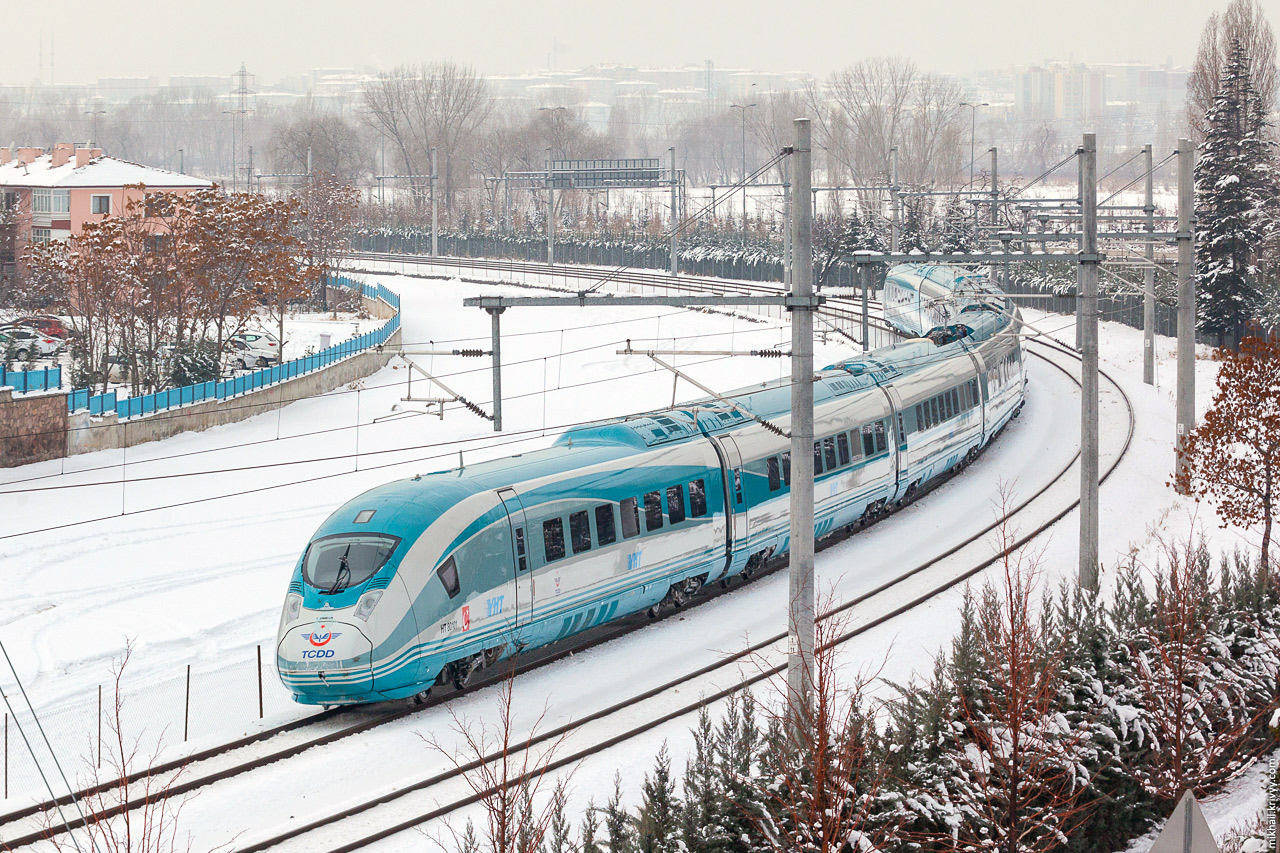
A motorvonat

A TCDD HT80000 sorozat egy török normál nyomtávolságú, Bo’Bo’+2’2’+Bo’Bo’+2’2’+2’2’+Bo’Bo’+2’2’+Bo’Bo' tengelyelrendezésű nagysebességű villamos motorvonat sorozat. A vonatokat a német Siemens szállítótta a törökországi nagysebességű vasúthálózatra 2013 és 2016 között. Sebessége 300 km/h.

## Technikai jellemzői
A motorvonat a Siemens Velaro család legújabb tagja, mely a legmodernebb technológiákkal lett felszerelve. Képes biztonságosan üzemelni  -25 °C és 40 °C hőmérséklet-tartományban is. Bár a Velaro D sorozat négyáramnemű (15kV, 16,7 Hz AC / 25 kV, 50 Hz AC & 1,5kV DC/ 3kV DC), a török változatba csak a 25 kV 50 Hz-ces áramrendszer került be, mivel nemzetközi forgalomban nem fog részt venni.
A 200 méter hosszú TCDD HT80000 sorozat nyolc kocsiból áll, összesen 32 tengelye van, melyből 16 hajtott. Fogyasztása az eddigi legkedvezőbb, egy utasra vetítve mindössze 14 g/km CO2 a károsanyag kibocsátása, szemben a repülők 136 g/km-ével.

## Baleset
Egy HT80000 motorvonat összeütközött Ankara egyik vasútállomásán egy másik vonattal 2018. december 13-án.

## Érdekességek
Miközben a vonatot Németországból szállították Törökországba, a jármű áthaladt Magyarországon is. Ez egyedülállóan ritka pillanat volt az ország életében, amikor nagysebességű vonat haladt rajta keresztül, még ha csak csökkentett sebességgel is, egy tehervonatba sorozva.